# Kopalnie króla Salomona (powieść)
Kopalnie króla Salomona (ang. King Solomon's Mines) – powieść przygodowa Henry'ego Ridera Haggarda z 1885 roku. 
Książka zapoczątkowała cykl powieści przygodowych tego autora, których akcja rozgrywała się w Afryce. Ich głównym bohaterem był Allan Quatermain.